# Xuancheng
För andra betydelser, se Xuancheng (olika betydelser).
Xuancheng, tidigare romaniserat Süancheng, är en stad på prefekturnivå i Anhui-provinsen i östra Kina. Den ligger omkring 200 kilometer sydost om provinshuvudstaden Hefei.

## Administrativ indelning
Xuancheng är indelat i ett stadsdistrikt, fyra härad och två städer på häradsnivå:
- Stadsdistriktet Xuanzhou
- Häradet Jing
- Häradet Jingde
- Häradet Jixi
- Häradet Langxi
- Staden Guangde
- Staden Ningguo

## Klimat
Genomsnittlig årsnederbörd är 2 195 millimeter. Den regnigaste månaden är augusti, med i genomsnitt 328 mm nederbörd, och den torraste är januari, med 75 mm nederbörd.